# Rallidens macfarlanei
Rallidens macfarlanei is een haft uit de familie Rallidentidae. De wetenschappelijke naam van de soort is voor het eerst geldig gepubliceerd in 1966 door Penniket.
De soort komt voor in het Australaziatisch gebied.